# Peltre

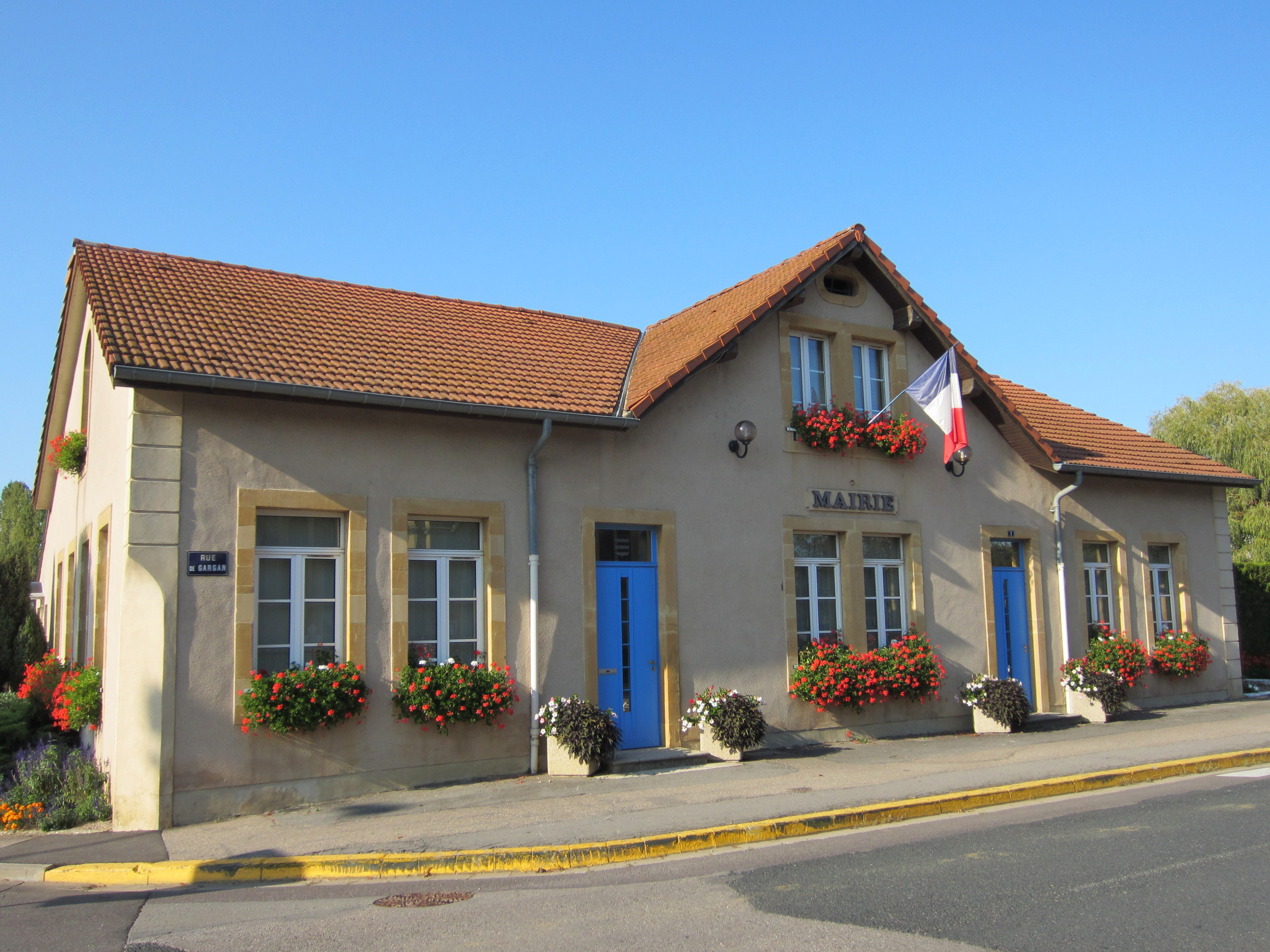
Rathaus

Peltre ist eine französische Gemeinde mit 1803 Einwohnern (Stand 1. Januar 2022) im Département Moselle in der Region Grand Est (bis 2015 Lothringen). Sie gehört zum Arrondissement Metz.

## Geographie
Peltre liegt fünf Kilometer südöstlich der Metzer Innenstadt auf einer Höhe zwischen 179 und 246 m über dem Meeresspiegel. Das Gemeindegebiet umfasst 8,37 km².

## Geschichte
Das Dorf gehörte früher zum Bistum Metz. 1815 war hier längere Zeit das Hauptquartier der Alliierten.
Durch den Frankfurter Frieden vom 10. Mai 1871 kam die Region an das deutsche Reichsland Elsaß-Lothringen, und das Dorf wurde dem Landkreis Metz im Bezirk Lothringen zugeordnet.
Am 12. Juni 1893 ereignete sich bei Peltre ein schwerer Eisenbahnunfall, als ein Güterzug, der nach Saarburg i. L. unterwegs war, mit dem Personenzug 159 von Saarbrücken nach Metz frontal zusammenstieß. Der Lokomotivführer des Güterzuges starb bei dem Unfall.
Nach dem Ersten Weltkrieg musste die Region aufgrund der Bestimmungen des Versailler Vertrags 1919 an Frankreich abgetreten werden und wurde Teil des Département Moselle. 
Im Zweiten Weltkrieg war die Region von der deutschen Wehrmacht besetzt. Es wurde beim Ort ein Außenlager des KZ Natzweiler-Struthof angelegt.
Der Ort trug von 1915 bis 1918 den eingedeutschten Namen Pelter bzw. von 1940 bis 1944 Pelters.

### Bevölkerungsentwicklung
| Jahr      | 1962 | 1968 | 1975 | 1982 | 1990 | 1999 | 2007 | 2019 |
| Einwohner | 903  | 884  | 1114 | 1476 | 1487 | 1472 | 1685 | 1842 |

## Verkehr
Peltre hat einen Haltepunkt an der Bahnstrecke Réding–Metz-Ville und wird mit Zügen des Regionalverkehrs nach Metz und Sarrebourg bedient.

## Sehenswürdigkeiten

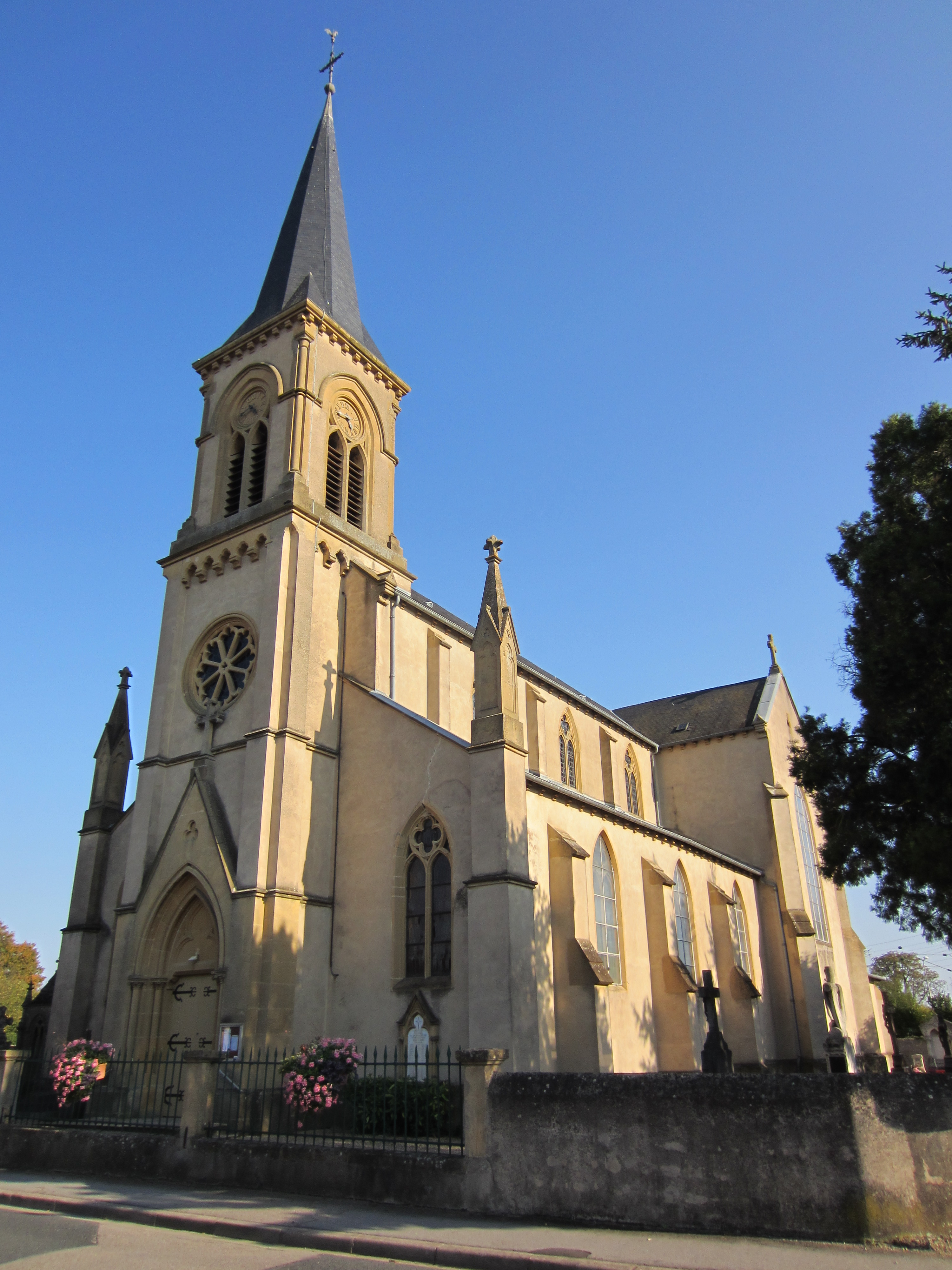
Kirche Notre-Dame
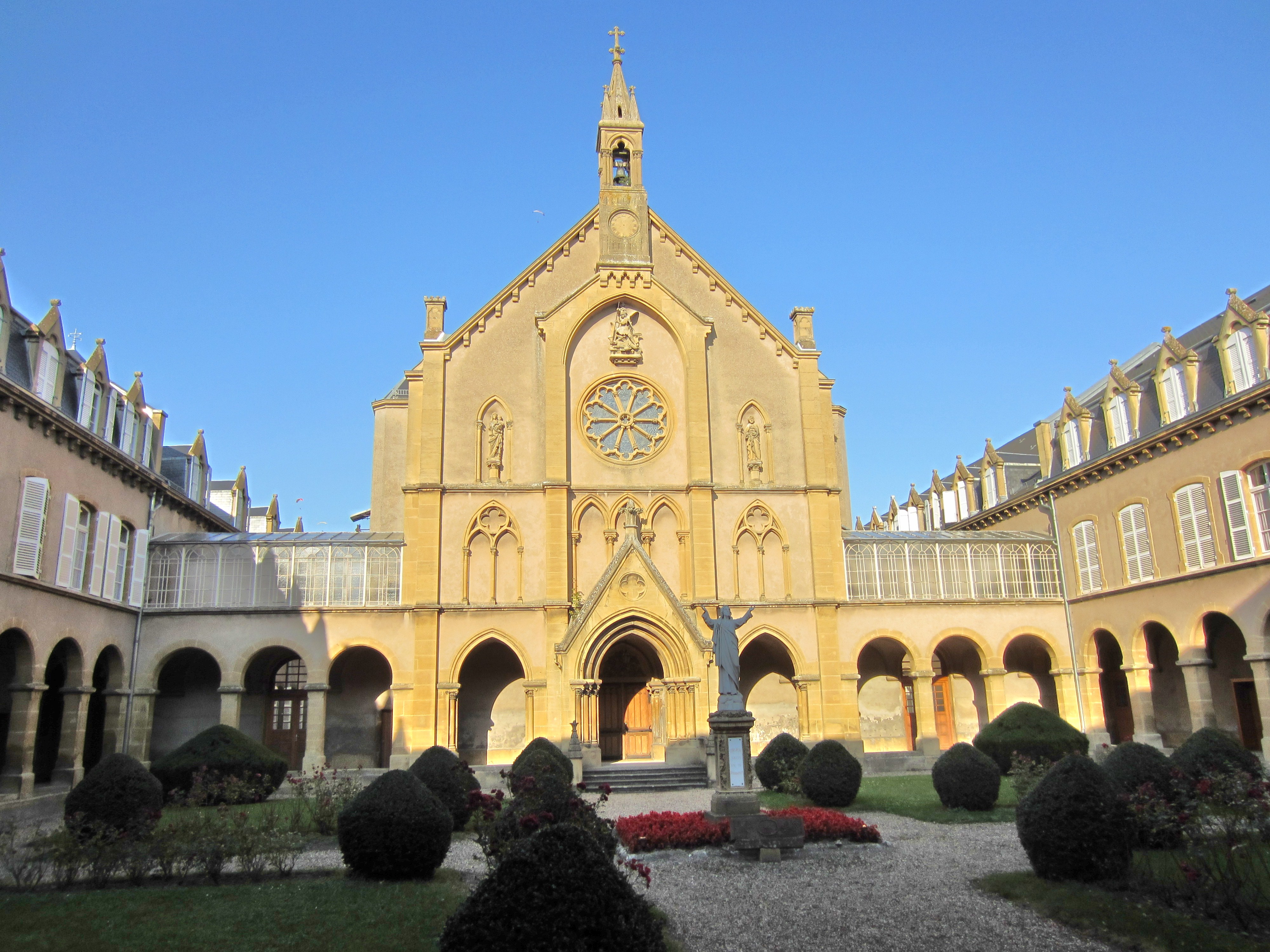
Kapelle des Klosters der Schwestern der Vorsehung des St. Andreas
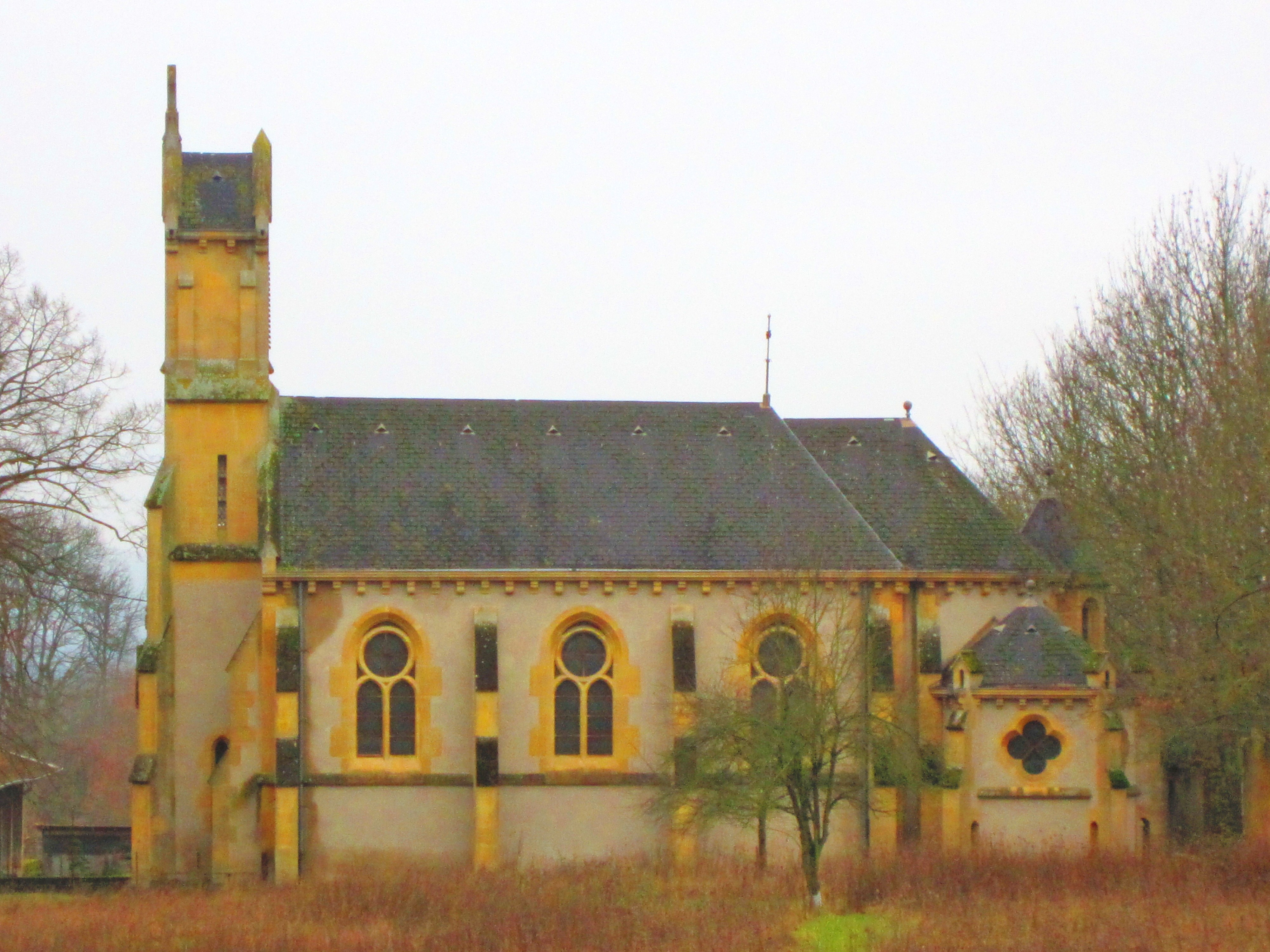
Kapelle des Landhauses des Großen Metzer Priesterseminars
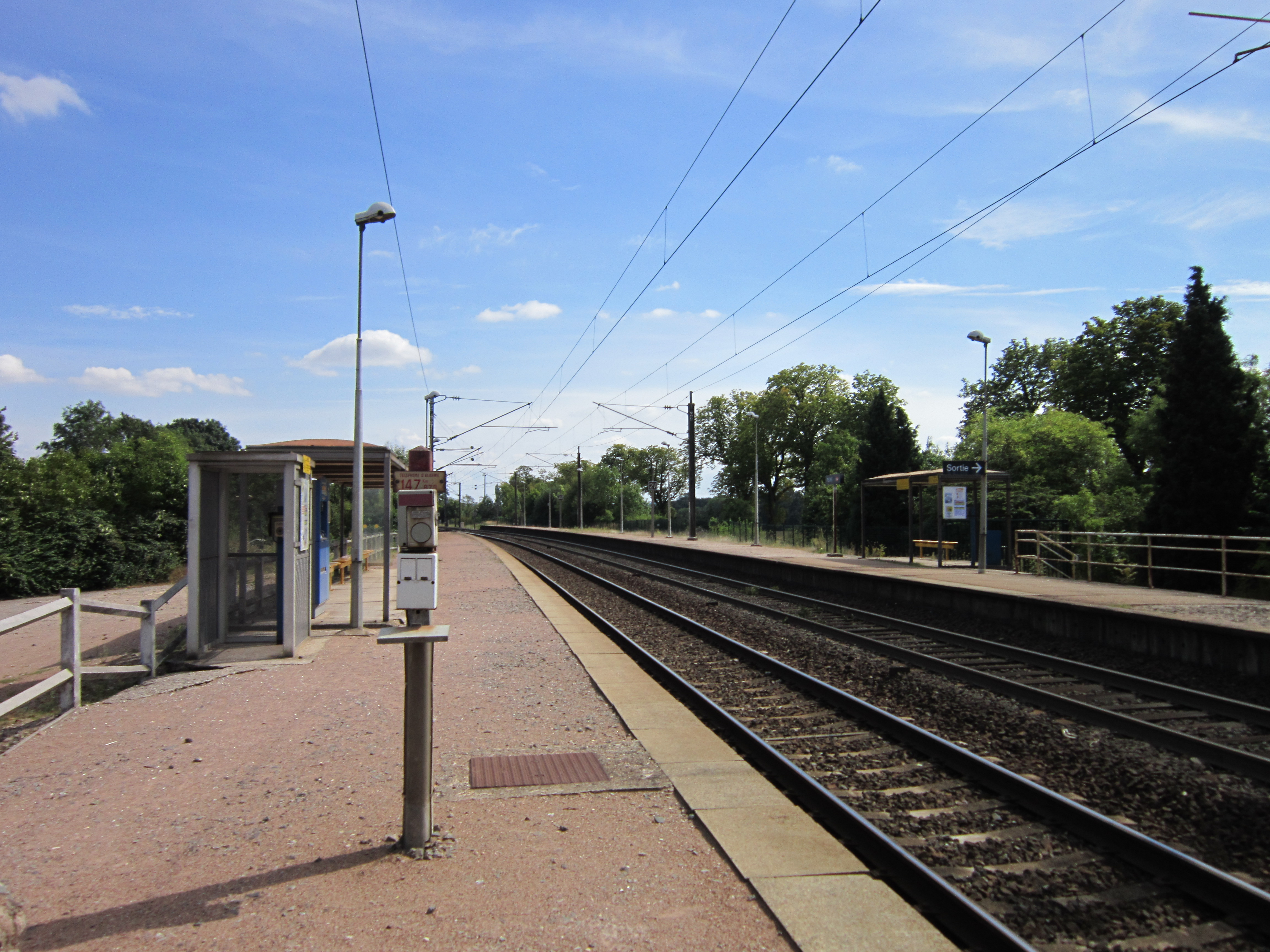
Bahnhalt Peltre